# アンシ・ヤーコラ
アンシ・ヤーコラ（Anssi Jaakkola、1987年3月13日 - ）は、フィンランド・ケミ出身の元プロサッカー選手。元サッカーフィンランド代表。現役時代のポジションはGK。

## 経歴

### クラブ
トルニオン・パロ47でキャリアをスタート。
2007年1月、セリエAのACシエナと3年半契約を結んだ。2009年、レガ・プロ・セコンダ・ディヴィジオーネ（4部）のコリジャーナにレンタル移籍。
2010年7月、フリーでスラヴィア・プラハに加入。延長オプション付きの2年契約にサインした。
2011年1月、スコティッシュ・プレミアリーグのキルマーノックFCに移籍。2013年夏、契約満了によりキルマーノックを退団。
2013年8月、南アフリカのアヤックス・ケープタウンFCに加入。
2016年7月11日、レディングFCと2年半契約を結んだ。
2019年、ブリストル・ローヴァーズFCに移籍した。

### 代表
2010年8月30日、UEFA EURO 2012予選・モルドバ戦とオランダ戦に参加するメンバーに選ばれたが、試合には出場しなかった。2011年6月7日のスウェーデン戦で初キャップ。

## タイトル
キルマーノック
- スコティッシュリーグカップ: 2011–12

アヤックス・ケープタウン
- MTN 8: 2015